# 请为了我脱光身上所有衣服！
《请为了我脱光身上所有衣服！》是九郎創作的日本漫畫，為一部關於一個女孩以自己同學作為漫畫作畫資料的喜劇。於2017年12月27日發售的《月刊COMIC CUNE》2018年2月號客串連載，2018年6月號正式連載。單行本已發行至第8冊。2022年推出有聲劇。

## 登場人物
二之瀨雫（配音：藤田茜）
以繪製成人漫畫維生的高中一年級生。
白川心菜（配音：M·A·O）
二之瀨雫同班同學。
三宅花梨（配音：小原好美）
二之瀨雫同班同學。
岩倉琴音（配音：淵上舞）
風紀委員。
（配音：長繩麻理亞）

## 出版書籍
| 冊數 | KADOKAWA       | KADOKAWA               |
| 冊數 | 發售日期       | ISBN                   |
| ---- | -------------- | ---------------------- |
| 1    | 2018年11月26日 | ISBN 978-4-04-065210-8 |
| 2    | 2019年7月26日  | ISBN 978-4-04-065833-9 |
| 3    | 2020年3月27日  | ISBN 978-4-04-064483-7 |
| 4    | 2021年2月27日  | ISBN 978-4-04-064968-9 |
| 5    | 2022年2月26日  | ISBN 978-4-04-680951-3 |
| 6    | 2022年12月27日 | ISBN 978-4-04-681685-6 |
| 7    | 2023年10月27日 | ISBN 978-4-04-682920-7 |
| 8    | 2024年11月27日 | ISBN 978-4-04-684197-1 |

## 外部連結
- わたしのために脱ぎなさいっ! （页面存档备份，存于）（日語）